# Earl Reibel
Pour les articles homonymes, voir Reibel.
Earl Reibel, dit Dutch Reibel, (né le 21 juillet 1930 à Kitchener, dans la province de l'Ontario, au Canada - mort le 3 janvier 2007) est un joueur professionnel de hockey sur glace de la Ligue nationale de hockey.

## Carrière
En 1951 Reibel commence sa carrière en Ligue américaine de hockey avec les Capitals d'Indianapolis puis rejoint la WHL chez les Flyers d'Edmonton. Il joue ensuite dans la Ligue nationale de hockey avec les Red Wings de Détroit en 1953. En 1957 il rejoint les Black Hawks de Chicago puis les Bruins de Boston pour y terminer sa carrière LNH en 1959. Il finit sa carrière de joueur en 1961 après deux années avec les Reds de Providence dans la LAH.
Il meurt à Kitchener le 3 janvier 2007.

## Statistiques
Pour les significations des abréviations, voir Statistiques du hockey sur glace.
| Saison     | Équipe                  | Ligue      |     | Saison régulière | Saison régulière | Saison régulière | Saison régulière | Saison régulière |   | Séries éliminatoires | Séries éliminatoires | Séries éliminatoires | Séries éliminatoires | Séries éliminatoires |
| Saison     | Équipe                  | Ligue      | PJ  | B                | A                | Pts              | Pun              | PJ               | B | A                    | Pts                  | Pun                  |                      |                      |
| 1950-1951  | Knights d'Omaha         | USHL       | 32  | 13               | 25               | 38               | 6                | 10               | 0 | 6                    | 6                    | 2                    |                      |                      |
| 1951-1952  | Capitals d'Indianapolis | LAH        | 68  | 33               | 34               | 67               | 8                | -                | - | -                    | -                    | -                    |                      |                      |
| 1952-1953  | Flyers d'Edmonton       | WHL        | 70  | 34               | 56               | 90               | 14               | 12               | 6 | 6                    | 12                   | 4                    |                      |                      |
| 1953-1954  | Red Wings de Détroit    | LNH        | 69  | 15               | 33               | 48               | 18               | 9                | 1 | 3                    | 4                    | 0                    |                      |                      |
| 1954-1955  | Red Wings de Détroit    | LNH        | 70  | 25               | 41               | 66               | 15               | 11               | 5 | 7                    | 12                   | 2                    |                      |                      |
| 1955-1956  | Red Wings de Détroit    | LNH        | 68  | 17               | 39               | 56               | 10               | 10               | 0 | 2                    | 2                    | 2                    |                      |                      |
| 1956-1957  | Red Wings de Détroit    | LNH        | 70  | 13               | 23               | 36               | 6                | 5                | 0 | 2                    | 2                    | 0                    |                      |                      |
| 1957-1958  | Red Wings de Détroit    | LNH        | 29  | 4                | 5                | 9                | 4                | -                | - | -                    | -                    | -                    |                      |                      |
| 1957-1958  | Black Hawks de Chicago  | LNH        | 40  | 4                | 12               | 16               | 6                | -                | - | -                    | -                    | -                    |                      |                      |
| 1958-1959  | Bruins de Boston        | LNH        | 63  | 6                | 8                | 14               | 16               | 4                | 0 | 0                    | 0                    | 0                    |                      |                      |
| 1959-1960  | Reds de Providence      | LAH        | 69  | 20               | 46               | 66               | 6                | 5                | 0 | 1                    | 1                    | 0                    |                      |                      |
| 1960-1961  | Reds de Providence      | LAH        | 43  | 7                | 18               | 25               | 2                | -                | - | -                    | -                    | -                    |                      |                      |
| Totaux LNH | Totaux LNH              | Totaux LNH | 409 | 84               | 161              | 245              | 75               | 39               | 6 | 14                   | 20                   | 4                    |                      |                      |

## Récompenses
- 1950 : récipiendaire du trophée Eddie-Powers.
- 1953 : nommé dans la 1re équipe d'étoiles de la WHL.
- 1952 : récipiendaire du trophée Dudley-« Red »-Garrett
- 1955 : récipiendaire du trophée Lady Byng